# Bayerotrochus boucheti
Bayerotrochus boucheti (Anseeuw & Poppe, 2001) é uma espécie de molusco gastrópode marinho da família Pleurotomariidae, nativa da região oeste do oceano Pacífico.

## Descrição
Bayerotrochus boucheti possui concha com até 7 centímetros, de superfície reticulada e de coloração creme com amplas áreas em amarelo, laranja ou abóbora, apresentando forma de turbante. Interior da abertura, lábio interno e área umbilical, fortemente nacarados. As espécies do gênero Bayerotrochus são geralmente mais frágeis, arredondadas e menos esculpidas em sua superfície do que os outros três gêneros viventes de Pleurotomariidae.[carece de fontes?]

## Distribuição geográfica
Esta espécie é nativa da região oeste do oceano Pacífico (região do sudeste da Nova Caledônia a Ilhas Lealdade e norte de Vanuatu, com seu holótipo coletado em profundidade superior a 500 metros, em 1989, pelo navio oceanográfico Alis).